# O Grande Gonzalez
O Grande Gonzalez é uma série de comédia brasileira transmitida pela Fox Brasil de 2 de novembro de 2015 a 13 de novembro de 2015. Todos os 10 episódios que compõem a série ficaram disponíveis online no YouTube pelo canal Porta dos Fundos em 5 de fevereiro de 2016 com legendas em inglês e espanhol.

## Sinopse
Durante uma festa infantil, o mágico “Grande Gonzalez” (Luis Lobianco) faz um truque de mágica, no qual ele fica acorrentado em uma caixa e precisa escapar antes que o ar acabe. Porém, algo dá errado e o mágico morre, tragicamente na frente de 30 crianças. O que parecia um acidente, logo se revela uma suspeita de assassinato. Agora, os policiais Lucimar (Antônio Tabet) e Wagner (João Vicente de Castro) têm que investigar o submundo das festas infantis e, entre cachorros quentes e algodões doces, descobrir o verdadeiro culpado.
Para surpresa dos policiais, Gonzalez não era o único mágico naquela festa. Havia também o ilusionista Gerardi (Gregório Duvivier). Agora novas perguntas surgem para o caso: Quem é Gerardi, o segundo mágico misterioso que abusa do laquê e por que ele foi chamado para a festa?
Gonzalez era um mágico medíocre, mas com um enorme talento para fazer inimigos, o mágico também causou nos bastidores da festinha. Os policiais interrogam Antônio (Flávio Pardal), o dono da casa de festas, que parece ter motivos de sobra para ter acabado com a farra do anti-herói.
As circunstâncias em torno da morte do Grande Gonzalez seguem nebulosas. De nada serviram as testemunhas já interrogadas. Pelo contrário, elas tumultuaram ainda mais a já caótica investigação. Porém, surge João (Rafael Infante), o cameraman. Através das imagens da câmera dele, os policiais traçam uma nova linha de investigação para ajudar a solucionar o caso.
Na maioria dos casos, assassinatos são frutos de crimes passionais. E é por esse caminho que a polícia decide seguir. Afinal, são poucas situações onde casais conseguem misturar a vida afetiva e profissional sem um querer matar o outro. Mas como toda femme fatale, Vanessa (Thati Lopes), namorada de Gonzalez e assistente de palco, esconde um segredo que pode mudar o rumo do caso.
Em toda investigação a polícia sempre encontra um suspeito que apresenta o maior desafio. Nesse caso, Rebeca (Clarice Falcão), a madrasta do aniversariante. Fria, calculista e com um passado obscuro, ela se apresenta como o maior enigma para os policiais. E se tratando dela, apenas uma coisa é certa: seu mistério é proporcional ao seu apetite e voracidade sexual.
Aparentemente, o Grande Gonzalez também guardava um segredo revelador. A investigação ganha contornos dramáticos com a chegada de uma figura polêmica e de aparência idêntica a ele, Gonzalez 2 (Luis Lobianco). Seu depoimento e passado em comum com Gonzalez jogam uma nova e inesperada luz sobre o caso, escancarando as entranhas do mundo secreto da mágica infantil.
Se em toda investigação há uma figura tenebrosa, há também uma bucha. Camillo (Camillo Borges) é um homem fraco e submisso à sua mulher. O problema é que além disso, ele criou um mundo imaginário para se refugiar da sua realidade decepcionante. Cabe aos policiais administrar o interrogatório e arrancar dele o que conseguirem, sem derreter seu emocional fragilizado.
Após novas descobertas e algumas reviravoltas, o palhaço Rômulo (Fábio Porchat) é novamente chamado para depor e esclarecer “pequenas” omissões do seu primeiro interrogatório. Porém, o que parecia ser só um mal-entendido logo torna-se mais uma declaração bombástica com potencial de novamente mudar os rumos da investigação.
A polícia espera que a reconstituição dos fatos ajude a finalmente esclarecer o mistério que a cada passo só se torna mais rocambolesco. Mas nessa investigação, nada é tão fácil e simples como parece. Será que a acareação responderá as perguntas em aberto ou a morte do Gonzalez será só mais um caso arquivado e sem solução? Cabe aos policias dar sentido a essa tragédia.

## Elenco
| Ator/Atriz             | Personagem                              | Ref.   |
| ---------------------- | --------------------------------------- | ------ |
| Luis Lobianco          | Gonzalez, o mágico                      |        |
| Luis Lobianco          | Gonzalez 2                              |        |
| Fábio Porchat          | Rômulo, o palhaço                       |        |
| Gregório Duvivier      | Gerardi, o ilusionista                  | [ 15 ] |
| Rafael Infante         | João, o cameraman                       |        |
| Thati Lopes            | Vanessa, a assistente de palco          | [ 16 ] |
| João Vicente de Castro | Policial Wagner                         |        |
| João Vicente de Castro | Michele                                 |        |
| Antonio Tabet          | Policial Lucimar                        |        |
| Clarice Falcão         | Rebeca, a madrasta                      |        |
| Gabriel Totoro         | Jurandir, o vendedor de cachorro quente |        |
| Myrella Victória       | Jocasta                                 | [ 6 ]  |
| Flávio Pardal          | Antônio, o dono da casa de festas       |        |
| Camillo Borges         | Camillo, o pai                          |        |
| Felipe Absalão         | Jardineiro                              |        |
| Álamo Facó             | Policial Forense 1                      |        |
| Bruno Padilha          | Policial Forense 2                      |        |
| Pedro Monteiro         | Policial Forense 3                      |        |
| Tonny Lee              | Daisuk                                  |        |
| Rodrigo Magal          | Cleiton                                 |        |
| Alexandre Liuzzi       | Policial 1                              |        |
| Mabel Cezar            | Policial da Central de Inteligência     |        |
|                        |                                         |        |

## Ligação externa
- O Grande Gonzalez no AdoroCinema
- «Sítio oficial»